# スパイク (レッキングクルー)
スパイク (Spike、欧米ではForeman Spikeとも呼称される) は、任天堂が発売したコンピュータゲームソフトのシリーズ、マリオシリーズに登場する架空の人物。2023年4月20日まで、日本では「ブラッキー」 (Blackey) と称していた。なお、欧米版呼称にある“Foreman”とは「現場監督」「親方」等を表す単語（役職名）であり名前ではない。

## 概要
1985年（昭和60年）6月18日発売のファミリーコンピュータソフト『レッキングクルー』で初登場した（先に稼働したアーケード版には登場しない）。顔にアゴヒゲがあり茶色のヘルメットとオーバーオールにサングラスを身に付け、壁の裏側からプレイヤーのマリオやルイージの邪魔をするライバルキャラクター。別名「意地悪おじさん」。マリオのライバルとしては、同年9月13日発売の『スーパーマリオブラザーズ』で初登場したクッパよりも前に登場している。
しかしそれ以降、出演作品はしばらく無く「知る人ぞ知る」キャラクターとなっていった。
1989年（平成元年）に『ファミコン通信』の読者投稿コーナー「ファミ通町内会」にて『ブラッキー'89』（ - エイティーナイン）という4コマ漫画が掲載された。内容はマリオとルイージがそれぞれ「マリオでーす」「ルイージでーす」と挨拶すると観客たちの歓声と拍手に包まれたのに対し、ブラッキーが「ブラッキーでーす」と挨拶すると歓声も拍手も無く、観客たちから「誰だ、それ?」と言われるというもの。
その後、同誌にゲーム業界漫画『あんたっちゃぶる』を連載していた鈴木みそは、『ブラッキー'89』をきっかけに、ブラッキーを主人公としたゲーム世界を映画の俳優業に見立てた世界観の「ゲーム同窓会をどうそうかい」（単行本4巻収録）を描いた。ゲーム役者がプライドを保ちながらも、仕事が無いまま業界にしがみつくその哀愁漂う姿は読者の人気を呼び、あんたっちゃぶる連載終了後に『ファミ通』で連載された、続編的作品の『おとなのしくみ』においても何度か再登場した。後述の「レッキングクルー'98」や「モバイルゴルフ」の発売時期にも、ゲーム役者としてのブラッキーのその後のストーリーが描かれて、このブラッキー関連の話は計4話（内1話は前後編2回構成）が描かれている。
1998年1月1日、スーパーファミコン（ニンテンドウパワー書き換え）ソフト『レッキングクルー'98』にて13年ぶりの再登場を果たす。その際にはワリオに似たキャラクターデザインとなっている。また、一瞬だがブラッキーの声を聞くことができる。この作品ではクッパと一時的に手を組むことになる。
2001年5月11日に発売されたゲームボーイカラーソフト『モバイルゴルフ』にはブラッキーが登場し、モバイルシステムGBを使ってマリオキャラをダウンロードすることが可能だったが、現在はサービスが終了しているためブラッキーのデータが入っているソフトを手に入れるのは不可能に近い。髭は『レッキングクルー』のときよりも多くなっている。
2015年9月10日発売のWii Uソフト『スーパーマリオメーカー』では条件を満たすとキャラマリオとしてブラッキーを操作できるようになる。
現在では「マリオに似た姿のライバル」というコンセプトはワリオが受け継いでいる。なおブラッキー、ワリオ共に任天堂グラフィックデザイナーの清武博二がキャラクターデザインを手がけている。
また、『大乱闘スマッシュブラザーズシリーズ』にてマリオが選べる色換えのうち茶色の服装は「スマブラ拳」において「ブラッキーカラー」と呼称されている。
2023年（令和5年）4月28日公開のアニメーション映画『ザ・スーパーマリオブラザーズ・ムービー』にも登場し、声はセバスティアン・マニスカルコが担当する。日本におけるキャラクター名称「スパイク」の使用はこれが最初となる。

## 登場作品
- レッキングクルー（ファミコン版以降）
- レッキングクルー'98
- モバイルゴルフ
- ファミコンリミックス
  - ファミコンリミックス1+2
- スーパーマリオメーカー[注釈 5]
- ザ・スーパーマリオブラザーズ・ムービー

## 担当声優
- セバスティアン・マニスカルコ（英語版） - 劇場アニメ『ザ・スーパーマリオブラザーズ・ムービー』[9]